# Remagen

Escut

Remagen és una població d'Alemanya  en l'estat federal de Renània-Palatinat, dins el districte d'Ahrweiler. Es troba al sud de Bonn. Està a la riba esquerra del riu Rhin. Hi ha l'església Apollinariskirche. Té 15.887 habitants (2012)

## Història
L'Imperi Romà construí el fort de Rigomagus (o Ricomagus), a l'oest del Rin. Està a uns 15 km del primer pont que es va fer al riu Rin (a Neuwied), que es va fer de fusta i en només tres setmanes, per evitar les incursions de les tribus germàniques.
El fort de Remagen era un dels construïts per Drus al llarg del Rin.
Segons la llegenda, l'any 1164, unes relíquies de sant Apol·linar, portades des de Milà cap a Colònia, van ser misteriosament aturades pel riu. Les relíquies de sant Apol·linar, aleshores, van ser dipositades allà mateix, en les restes del fort romà i van ser la base per a construir una església dedicada a aquest sant.

### El pont de Remagen
El Pont de Ludendorff es va construir durant la Primera Guerra Mundial per facilitar el moviment de les tropes. El pont va ser dissenyat per Karl Wiener, un arquitecte de Mannheim. Feia 325 m de llargada. Va ser capturat per les forces dels Estats Units el 7 de març de 1945.
El 1968 David L. Wolper produí la pel·lícula, en art de ficció, The Bridge at Remagen.

### Camp de presoners

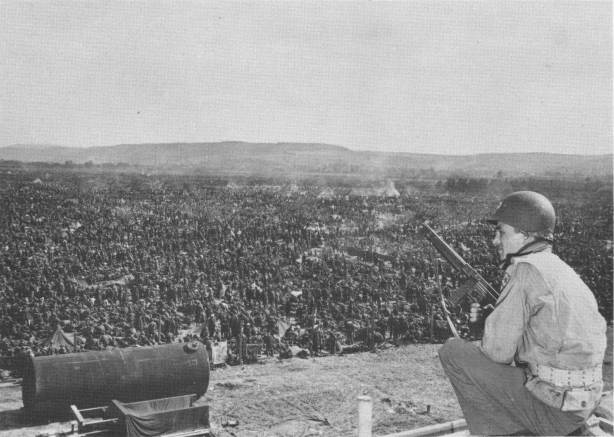
Soldats alemanys empresonats a Remagen

L'any 1945, els Estats Units hi van construir un dels principals camps de presoners de l'oest del Rin, l'anomenat Rheinwiesenlager—prop de Remagen. S'estima que hi van morir milers de soldats alemanys en tots aquests camps.

## Personalitats relacionades
- Peter Maech, 23è abat de Maria Laach (1512–1552)
- Henriette Jügel (1778 a Remagen), pintor
- Thomas Gottschalk
- Rudolf Caracciola